# Solomys ponceleti
Espèce
Statut de conservation UICN

 CR A2cd : 
En danger critique
Solomys ponceleti est une espèce de rongeur de l'Ouest de l'Océan Pacifique appartenant à la famille des Muridae.

## Taxonomie
L'espèce a été décrite pour la première fois par le zoologiste australien Ellis Le Geyt Troughton en 1935.

## Distribution et habitat
L'espèce se rencontre sur les îles de Bougainville en Papouasie-Nouvelle-Guinée et Choiseul aux Salomon. Des fossiles de l'espèce ont également été collectés sur l'île de Buka en Papouasie-Nouvelle-Guinée.

## Menaces
L'Union internationale pour la conservation de la nature la distingue comme espèce « en danger critique d'extinction » (CR) sur sa liste rouge.